# Памятник Юрию Гагарину (Лондон)
Памятник Юрию Гагарину в Лондоне установлен на территории Гринвичской королевской обсерватории. Первоначально памятник, открытый в 2011 году, был размещён в начале улицы Мэлл вблизи от Адмиралтейской арки. Гагарин изображался идущим в сторону Букингемского дворца.
Открытие памятника в 2011 году было приурочено к пятидесятилетнему юбилею первого полёта человека в космос, а также к двадцатилетию полёта первой англичанки Хелен Шарман на российском космическом корабле «Союз».
На церемонии открытия памятника со стороны России присутствовал глава Роскосмоса Владимир Поповкин.  С британской стороны присутствовали Его Высочество принц Майкл Кентский с супругой, представлявшие королеву Великобритании Елизавету, встречавшуюся с Гагариным в 1961 году во время посещения им Англии.
Установленный в Лондоне памятник является точной копией монумента, размещённого в Люберцах напротив литейного училища, которое окончил Юрий Гагарин. Автором монумента — Анатолий Новиков. Копия была выполнена в Ижевске.
До отправки в Лондон памятник был выставлен в Москве на ВДНХ (ВВЦ).
Инициаторами открытия в Лондоне памятника Юрию Гагарину выступили с российской стороны Роскосмос, а с британской стороны — Британский совет и лично директор департамента изобразительных искусств Британского совета Андреа Роуз.

## О выборе места расположения памятника
Место расположения памятника было выбрано с учётом того, что в 1961 году после полёта Гагарина в космос в июле он был приглашён посетить Национальный профсоюз литейщиков Великобритании. В этот его приезд именно около Адмиралтейской арки состоялась встреча Юрия Гагарина с тогдашним премьер-министров Великобритании Гарольдом Макмилланом.

## Описание памятника
Скульптура высотой 3 метра 65 сантиметров изображает Юрия Гагарина в полный рост, одетым в космический скафандр, но без шлема. Скульптура установлена на постаменте в виде планеты Земля, которую обвивает лента, символизирующая орбиту. Фигура Гагарина расположена так, чтобы создавалось впечатление, что первый космонавт планеты шагает по этой ленте-орбите

## Перестановка памятника
Памятник Юрию Гагарину в Лондоне, первоначально установленный вблизи Адмиралтейской арки, спустя полтора года, 7 марта 2013 года, был перемещён на территорию британской Королевской обсерватории Гринвич, где был установлен на террасе, названной в честь Юрия Гагарина.
На церемонии открытия памятника на новом месте размещения присутствовала дочь Юрия Гагарина Елена, а также посол России в Лондоне Александр Яковенко и заместитель руководителя Роскосмоса Виталий Давыдов. Со стороны Великобритании на церемонии присутствовал Председатель Королевских музеев лорд Стерлинг Плейстоуский.
На момент 22 июня 2023 года памятник в Гринвиче отсутствует. Постамент памятника украшает ваза с живыми цветами.